# Miquel Àngel Parera Salvà
Miquel Àngel Parera Salvà (Llucmajor, Mallorca, 1984) és un violoncel·lista mallorquí.
Miquel Àngel Parera inicià els estudis musicals a sis anys a l'Associació Amics de la Música de Llucmajor. Completà la seva formació a l'estranger des dels deu anys amb professors com Herre-Jan Stegenga al Conservatori de Rotterdam, Alexander Ossokin del Virtuosos de Moscou, Jordi Savall i Martin Ostentag del Hochschule Kartsruhe. Als 17 anys inicià els Estudis Superiors de violoncel amb el professor Marçal Cervera al Conservatori Superior de Música de les Illes Balears. Després es traslladà a la Universitat de Música i Arts Escèniques de Graz (Àustria) per a cursar el Master de Violoncel amb el professor Florian Kitt, titulació que obtingué el 2007.
En la seva trajectòria concertística destaquen recitals a diferents indrets de les Illes Balears, Galícia, Madrid i Barcelona. Ha actuat com a solista amb l'Orquestra Simfònica del Conservatori Superior de Música de les Illes Balears i forma part de l'Ensemble de Música Contemporànea de la Universitat de Graz i de la Wiener Jeunesse Orchester (Orquestra Jove de Viena) amb la qual ha realitzat concerts a Salzburg, Viena i d'altres ciutats europees.
Obtingué el premi Andrés Segovia - José Ruiz Morales al Curs de "Música Española" de Santiago de Compostela, així com el Premi Tramuntana a Sóller.